# Floridasur
Floridasur es una Zona Franca ubicada en el departamento de Florida, Uruguay. 

## Ubicación
Floridasur está ubicada en la ciudad de Florida, a 93 km de Montevideo. 
Se encuentra de camino a los escenarios comerciales del Mercosur, a 290 km de Argentina, por Fray Bentos y a 400 km de la frontera con Brasil, por la ciudad de Rivera, pasando por los principales Free Shops del país.
Al ubicarse en los suburbios de la ciudad, la Zona Franca tiene un importante atractivo: la calidad y cantidad de recursos humanos, evitando a las empresas instaladas gastos especiales, como el de traslado de personal.

## Obras
Para realizar Floridasur se debieron talar 7.000 árboles, compactar 100.000 m³ de tierra y realizar 13.600 viajes de camión con materiales.
Una vez nivelado el terreno, se construyó la red de agua potable, que cuenta con 2400 m lineales; la red de aguas pluviales (900 m), la red de saneamiento (1.850 m) y la red eléctrica, con un tendido de 2.470 m.
Se instalaron 1.300 m lineales de red de incendio, alimentada por un depósito de 400.000 L de agua.
Al presente, Floridasur cuenta con galpones que representan más de 7 ha construidos, así como una red vial de 1000 m de pavimento de 18 cm de espesor.
Después de evaluar los 3 primeros años de gestión, el Poder Ejecutivo extendió a 50 años la autorización para operar. Floridasur S.A. está autorizada a explotar la Zona Franca hasta el 12 de noviembre de 2041, lo que constituye el plazo máximo otorgado dentro del sistema.
Floridasur cuenta, además, con el apoyo del gobierno departamental.